# Tatort: Kunstfehler
Kunstfehler ist ein Fernsehfilm aus der Fernseh-Kriminalreihe Tatort der ARD und des ORF. Es ist der 20. gemeinsame Fall des Berliner Ermittlerduos Ritter und Stark. Der vom RBB produzierte Film unter der Regie von Hartmut Griesmayr wurde am 17. April 2006 in Das Erste zum ersten Mal gesendet.

## Handlung
Till Ritter trifft zufällig auf seine alte Freundin Christina, die mittlerweile mit dem Klinikarzt Matthias Lehndorff verheiratet ist. Sie verabreden sich zum gemeinsamen Jogging und als Ritter Christina nachhause bringt, kommt er gerade dazu, als ein Unbekannter den Hund der Familie vergiftet hat. Christina möchte, dass Ritter sich um die Hintergründe dieses Anschlags kümmert. Felix Stark amüsiert sich etwas, dass ihr neuestes Mordopfer ein Hund sei, doch gerade als die beiden Kommissare wieder bei den Lehndorffs eintreffen, detoniert ein Sprengsatz in Christinas Auto. Glücklicherweise wird niemand ernsthaft verletzt. So nimmt der private Auftrag nun offizielle Züge an. Ritter und Stark ermitteln  gemeinsam im Umfeld der Familie, können aber keine konkreten Anhaltspunkte dafür finden, dass jemand den Lehndorffs nach dem Leben trachtet. Am verdächtigsten wäre Robert Schreyer, der beruflich mit Christina Lehndorff zu tun hat und nicht gut auf sie zu sprechen sein dürfte. Ritter fallen Spannungen auf zwischen den Eheleuten Lehndorff, doch meint Matthias Lehndorff, dass privat alles in Ordnung wäre.  
Bei einem erneuten Anschlag wird auf Christina Lehndorff geschossen. Sie stirbt, obwohl Ritter und Stark zu ihrem Schutz im Hause sind. Die erste Spur führt erneut zu Robert Schreyer, der die Tat allerdings leugnet. Auch Lehndorff ist nicht ganz unverdächtig, denn wie Stark herausfindet, hatte seine Frau vor einem Tag die Scheidung eingereicht. Ritter vermutet, dass er mit Schreyers Frau ein Verhältnis hat. Eine Scheidung wäre eine finanzielle und gesellschaftliche Katastrophe für Lehndorff. Als bei ihm die Tatwaffe gefunden wird, gerät er ernsthaft unter Mordverdacht. Er gibt an, dass ihm jemand das Gewehr in den Kofferraum seines Autos gelegt haben muss. Er hätte seine Frau nicht umgebracht, sondern geliebt. Sie war allerdings dahintergekommen, dass er vor Jahren eine Affäre mit Margret Schreyer hatte und dass sie einen gemeinsamen Sohn haben. Zu Hause findet Lehndorffs Tochter Sophie ein Foto, das ihren Vater mit einer anderen Frau und einem Kind zeigt. Sie läuft davon und flüchtet zu ihrem Klavierlehrer, der ihr regelmäßig Unterricht gibt und versprochen hatte, immer für sie da zu sein.
Als die Ermittler die Nachricht von Sophies Verschwinden erhalten und das Kind auch bei ihrem Klavierlehrer suchen, finden sie dessen Wohnung verlassen vor. Für Stark erscheint es seltsam, dass Clemens Degner als sehr talentierter Musiker nur Klavierstunden gibt, anstatt den Karriereweg einzuschlagen. Noch während sie nach Degner suchen, verschwindet auch Lehndorff. Er wird von Degner zum Friedhof bestellt und dort niedergeschlagen. Degner fesselt ihn und meint, alles was er geliebt hat, hätte Lehndorff ihm genommen und dafür müsse er nun bezahlen.
Ritter und Stark suchen einen Anhaltspunkt, wo sie Sophie und ihren Vater finden könnten. Dazu recherchiert Weber in Lehndorffs Klinikakten und findet heraus, dass Degners Tochter nach einem Verkehrsunfall in der Klinik behandelt wurde. Nachdem sie entlassen wurde, ist sie vierzehn Tage später an einem Blutgerinnsel gestorben, vier Monate darauf starb auch die Mutter.
Ritter und Stark können in Erfahrung bringen, dass Degners Eltern ein Wochenendhaus besitzen, dorthin fahren sie umgehend und können Degner überwältigen und Sophie und ihren Vater befreien.

## Hintergrund
Kunstfehler wurde von Eikon Media GmbH im Auftrag des Rundfunk Berlin-Brandenburg (RBB) produziert. Die Dreharbeiten erfolgten in Berlin und Werder (Havel).

## Rezeption

### Einschaltquoten
Bei seiner Erstausstrahlung am 17. April 2006 wurde die Folge Kunstfehler in Deutschland von 7,70 Millionen Zuschauer gesehen, was einem Marktanteil von 21,80 Prozent entsprach.

### Kritik
Die Kritiker der Fernsehzeitschrift TV Spielfilm meinen: „Für Genrekenner birgt der Spree-Krimi wenig Überraschungen. Erst mit der Entführung kurz vor Ende kommt Spannung auf. [Fazit:] Trotz Explosion keine Bombenstimmung.“